# Суарес, Сильвия
Сильвия Суарес (исп. Silvia Suarez) (12 апреля 1940, Мехико, Мексика) - известная мексиканская актриса.

## Биография
Родилась 12 апреля 1940 года в Мехико. С детства мечтала стать актрисой, и уже в 1959 году актриса снимается в первом фильме. Является актрисой, которая завершила эпоху «Золотого века мексиканского кинематографа». Всего на её счету 32 работы в кино, среди них присутствуют и сериалы, в т.ч несколько - культовые. Она снимается с 1959 по настоящее время, сейчас она занята в съёмках ситкома Как говорится и 4-х сезонной теленовеллы Роза Гваделупе, который снимается 3 последних года первый, и 6 последних лет - второй. В России актрису помнят и любят по ролям: Росарии (Гваделупе), Амелии Альвеар (Просто Мария) и роли в сериале Узурпаторша. Её популярность была настолько широкой, что она снималась также и за пределами Мексики (в основном в иных странах Латинской Америки).

## Фильмография

### Золотой век мексиканского кинематографа
- 1959 — «Мехико никогда не спит»

### Фильмы последующих лет

#### Короткометражные
- 1966 — «Невиданное чудовище»

#### Полнометражные
- 1989 — «Король таксистов»
- 1985 — «Официальная версия» (Аргентина)
- 1975 — «Любовь чужого» — Сеньора Молина
- 1970 — «Клик фотографа и модельера» — Женщина-нудистка
- 1969 — «Мой крёстный» — Невеста Карлоса
- 1968 — «Наркотики сатаны»
- 1961 —
  - «Они также являются повстанцами» — Тере Рентериа
  - «Путь запрещён» — Марта
  - «Chicas casaderas» (не переводится) — Патрисия

### Телесериалы и теленовеллы

#### Свыше 2-х сезонов
- 2011—настоящее время — «Как говорится» (всего — 4 сезона; съёмки продолжаются).
- 2008—настоящее время — «Роза Гваделупе» (всего — 4 сезона; съёмки продолжаются)
- 1985—2007 — «Женщина, случаи из реальной жизни» (всего 22 сезона).

#### Televisa
- 2011 — «Рафаэла» — Асунсьон
- 2007 — «Девочки, как вы» — Анхелика
- 2001 — «Подруги и соперницы» — Мать Луиса
- 1998 — «Узурпаторша»
- 1995 — «На одно лицо» — Кристина
- 1994 — «Начать сначала» — Сусана
- 1990 — «Сила любви» — Луиса
- 1989—90 — «Просто Мария» — Амелия Альвеар (дубл. Екатерина Васильева)
- 1988—89 — «Сладкое желание» — Кончита
- 1988 — «Гора страдания» — Мерседес
- 1984 — «Гваделупе» — Росария
- 1982 — «Ванесса» — Ева
- 1978 — «Грешная любовь» — Элоиса
- 1975 — «Нарасхват»
- 1974 — «Отверженные»
- 1969 — «Хрустальная граница»
- 1960 — «Родительский суд»
- 1959 —
  - «Тайна»
  - «Моя жена разводится»

- Место рождения актрисы Сильвии Суарес и её подробная биография взята из журнала "Сериал" (начало 2000-х годов) в рамках статьи сериала "Узурпаторша".